# 텍스트 (문학이론)
텍스트(text) 또는 본문은 문학 이론에서 "읽을" 수 있는 모든 대상이다. 이 대상이 문학 작품이든, 도로 표지판이든, 도시 블록의 건물 배열이든, 의복 스타일이든 상관없다. 일종의 정보 메시지를 전달하는 일관된 기호 집합이다. 이 기호 집합은 물리적 형태나 표시되는 매체가 아니라 정보 메시지의 내용 측면에서 고려된다.
문학 비평 분야에서 "텍스트"는 특정 글의 원래 정보 내용을 의미하기도 한다. 즉, 작품의 "텍스트"는 이후의 변경, 열화, 주석, 번역, 파라텍스트 등과는 별개로 원래 구성된 문자의 원시 기호 배열이다. 따라서 문학 비평이 "텍스트"의 결정과 관련될 때 원래 정보 내용을 주어진 텍스트 문서(즉, 텍스트의 물리적 표현)에 나타나는 내용에 추가되거나 제거된 내용과 구별하는 것과 관련된다.
글의 역사가 "텍스트"의 개념보다 앞서기 때문에 대부분의 텍스트는 이 개념을 염두에 두고 작성되지 않았다. 대부분의 저작물은 텍스트 이론에서 설명하는 유형의 좁은 범위에 속한다. "텍스트"의 개념은 "일관된 서면 메시지가 완성되고 그것이 생성된 상황과 독립적으로 참조되어야 하는 경우"와 관련이 있다.

## 같이 보기
- 텍스트언어학
- 본문비평
- 주제